# Gert Voorjans
Gert Voorjans (Stokkem, 9 mei 1962) is interieurontwerper die bekend staat om zijn eclectische stijl. Sinds een kwarteeuw heeft hij een studio op de op de Leopoldplaats in Antwerpen.

## Biografie
Voorjans studeerde Binnenhuisarchitectuur in Hasselt, heeft een postgraduaat in Kunstgeschiedenis uit Siena en een postgraduaat in Styles & Arts aan Sotheby's in Londen. De eerste jaren van zijn carrière bracht hij door bij antiekverzamelaar en decorateur Axel Vervoordt. In 1997 opende hij zijn eigen interieurstudio in Antwerpen op de Leopoldplaats. Hij decoreert huizen en winkels in Londen, Madrid, New York en Tokio. AD Collector & AD France heeft hem een van de beste interieurontwerpers genoemd. Voorjans heeft onder andere gewerkt voor Mick Jagger en Dries Van Noten.